# Boldi, Bolygónk fia
A Boldi, Bolygónk fia (eredeti cím: Bleu, l'enfant de la Terre) 1986-ban futott francia televíziós rajzfilmsorozat, amely az IDDH gyárátában készült.

## Szereplők
| Szereplő      | Eredeti hang      | Magyar hang    |
| ------------- | ----------------- | -------------- |
| Boldi         | Pierre Laurent    | Czvetkó Sándor |
| Zafir         | Séverine Morisot  | Hámori Eszter  |
| Jamal         | Jacques Deschamps | Csonka András  |
| Merengő       | Raoul Delfosse    | Beregi Péter   |
| Surf          | Jacques Ferrière  | Schnell Ádám   |
| Griff         | Roger Carel       | Boros Zoltán   |
| Nosferato     | N/A               | Buss Gyula     |
| Vizek tündére | N/A               | N/A            |

További magyar hangok: Antal László, Barbinek Péter, Bor Zoltán, Czigány Judit, Cs. Németh Lajos, Dobránszky Zoltán, Dózsa Zoltán, Farkas Zsuzsa, Fekete Zoltán, Izsóf Vilmos, Kiss Erika, Kocsis György, Komlós András, Koroknay Géza, Kránitz Lajos, Papp Ágnes, Peczkay Endre, Rosta Sándor, Surányi Imre, Szabó Éva, Tallós Rita, Ujlaki Dénes, Uri István, Verebély Iván

## Epizódlista
| #  | Magyar cím               | Eredeti cím               | Magyar vetítés    |
| -- | ------------------------ | ------------------------- | ----------------- |
| 1  | Boldi álma               | La galère noire           | 1993. február 28. |
| 2  | A bűvös sisak            | Le heaume magique         | 1993. március 7.  |
| 3  | A csend ábrája           | Le pentacle du silence    | 1993. március 14. |
| 4  | Az örvény                | Le maelström              | 1993. március 21. |
| 5  | A mélyvizek tündére      | Les statues muettes       | 1993. március 28. |
| 6  | A vén vámpír varázslatai | Le noyau                  | 1993. április 4.  |
| 7  | Démonok harca            | Les monstres de glace     | 1993. április 11. |
| 8  | Látogatás a pokolban     | La descente aux enfers    | 1993. április 18. |
| 9  | A villám sújtotta város  | La cité foudroyée         | 1993. április 25. |
| 10 | A hadúr bolondja         | L’idiot et les sortilèges | 1993. május 2.    |
| 11 | Haragvó ősök             | Les sarcophages lumineux  | 1993. május 9.    |
| 12 | A nagy hal ünnepe        | Le village des contraires | 1993. május 16.   |
| 13 | Rabságban                | Les sculpteurs d’âmes     | 1993. május 23.   |